# ブラック・スキャンダル
『ブラック・スキャンダル』（原題: Black Mass）は、2015年のアメリカ合衆国の犯罪映画。監督はスコット・クーパー、主演はジョニー・デップが務めた。原作はディック・レイアとジェラード・オニールのノンフィクション『Black Mass: The True Story of an Unholy Alliance Between the FBI and the Irish Mob』（2001年出版）。

## 概要
本作はマサチューセッツ州ボストン南部で活動していた犯罪組織のリーダー、ジェームズ・ジョセフ・バルジャー（ホワイティ・バルジャー）を主人公としている。ジェームズはマサチューセッツ州上院議長を務めたビリー・バルジャーの兄でもある。ジェームズは数々の犯罪に携わる一方で、自分の縄張りを荒らすマフィアを追い払うために30年間にわたってFBIにマフィアの情報を提供した。
本作では1970年代後半から1980年代のジェームズに焦点を当て、彼がアイルランド系アメリカ人によって構成される「ウィンターヒル・ギャング」のリーダーの座に上り詰める様子を描く。

## あらすじ
1975年。ボストン南部に住むジミー（ジェームズ・ジョセフ・バルジャー）はウィンターヒル・ギャングの構成員である。FBI本部はボストン南部で激化するマフィアの抗争を危険視しており、彼らを一掃するため捜査官のジョン・コノリーを現地に送り込んでいた。ジョンはジミーと、彼の弟で上院議員であるビリー（ウィリアム・M・バルジャー）の旧友であり、ジミーに接触して対立するアンジュロ・ファミリーの情報を提供してくれないかと提案する。一度は問答無用で断ったジミーだが、アンジュロ・ファミリーに情報を売ったと思われる身内のトミーを殺した後、ジョンに連絡し協力を申し出ていた。
ジョンは上司のチャールズ・マグワイアを説得し、麻薬や殺人を行わないという条件付きでジミーを情報提供者として認めさせる。ジミーは旧知の仲であるスティーブン・フレミだけにFBIと協定を結んだことを明かし、FBIを利用する思惑があることを説明していた。
再会を祝ってジミー達がパーティーを開いていると、突然電話が掛かってくる。電話を受けて病院に駆けつけたジミーは妻のリンジー・シルから、息子がライ症候群を発症して既に脳死状態だと告げられる。2人は息子への対処を巡って口論となり、そのまま喧嘩別れとなる。
1981年。ジミーがリーダーとなったウィンターヒル・ギャングは様々な犯罪に手を染め、縄張りを無視して派手に活動し、手に入れた金で豪遊すると同時に方々へと賄賂を送っていた。FBIではマグワイアが一向にアンジュロ・ファミリーの情報を提供する気配のないジミーに苛立っており、ジョンはジミーを守るため即座に情報を提供するように催促する。翌朝、出勤するジョンの手にはアンジュロ・ファミリーの情報が握られていた。邪魔者や裏切り者は容赦なく殺害するジミーの残忍さを危険視する声も出始めるが、ジミーからの情報を切っ掛けにアンジュロを検挙するに至ったことで、ジミーの立場は確固たる物となる。
1982年。ジミー達はジョンと共にマイアミのビーチを訪れ、バカンスを楽しんだ後で邪魔者を殺していた。同行したジョンはこれを黙認し、妻のマリアンヌには「ジミーと会って変わった」と非難される。
1985年。母の他界を切っ掛けにジミーは塞ぎ込むようになっていた。その頃、FBIボストン支部に検事のフレッド・ワイシャックが配属され、ジミーが何者かに守られていると勘付き始める。ジミーとの関係が表沙汰になることを恐れたジョンはビリーに助けを求めるが、強い言葉で拒絶されてしまう。
一方でマグワイアは、部下から「ジミーの情報は既に他の情報提供者によって提供された後の物だ」という報告を受けていた。情報提供者として保護されながら実態が伴っていなかったことで内偵が始まり、ジョンと共にジミーと繋がりを持った捜査官ジョン・モリスは危機感を募らせると、ボストン・グローブの記者に自分が知る全ての情報を話してしまう。ワイシャックも独自に捜査を進め、州警察が捕まえた犯罪者達からジミーの行ってきた悪事を聞き出していた。やがてジョンが逮捕された事を皮切りに、近しい者が逮捕され始める。
1995年。ジミーはボストンを離れて逃亡生活を始めるが、2011年6月22日にカリフォルニア州サンタモニカで逮捕された。

## キャスト
※括弧内は日本語吹替
- ジェームズ・“ホワイティ”・バルジャー - ジョニー・デップ（平田広明）
- ジョン・コノリー（英語版） - ジョエル・エドガートン（落合弘治）
- ビリー・バルジャー（英語版） - ベネディクト・カンバーバッチ（三上哲）
- スティーヴン・フレミ（英語版） - ロリー・コクレーン（竹田雅則）
- チャールズ・マグワイア - ケヴィン・ベーコン（安原義人）
  - 彼のみ、複数の捜査官を基にした架空の人物である[5]。
- ケヴィン・ウィークス（英語版） - ジェシー・プレモンス（荒井勇樹）
- ブライアン・ハロラン - ピーター・サースガード
- リンジー・シル - ダコタ・ジョンソン
- フレッド・ワイシャック - コリー・ストール（椙本滋）
- ジョン・モリス - デヴィッド・ハーバー
- マリアンヌ・コノリー - ジュリアン・ニコルソン
- ロバート・フィッツパトリック - アダム・スコット（早川毅）
- ジョン・マッキンタイア - ブラッド・カーター（英語版）
- ジョニー・マルトラーノ（英語版） - W・アール・ブラウン（英語版）
- デボラ・ハッセー - ジュノー・テンプル（堀井千砂）
- メアリー・バルジャー - エリカ・マクダーモット（英語版）
- ジョン・キャラハン - ビル・キャンプ
- トミー・キング - スコット・アンダーソン
- ロジャー・ウィーラー（英語版） - デヴィッド・ドゥベック
- ミス・コディ - ジェイミー・ドネリー（英語版）
- マイケル・ドナヒュー - パトリック・M・ウォルシュ
- ジョシュ・ボンド - ジェレミー・ストロング（クレジットなし）
- スコット・ガリオラ - ジェームズ・ルッソ（クレジットなし）

※シエナ・ミラーがキャサリン・グレイグ（ジェームズの恋人）を演じていたが、物語の流れの都合で最終的に本編からその出演シーンがカットされた。

## 製作

### プリ・プロダクション
2013年3月、バリー・レヴィンソンがジェームズ・バルジャーを主人公とした映画を監督すると報じられた。同年9月にはボストン・グローブの記者であるディック・レイアとジェラード・オニールのノンフィクション『Black Mass: The True Story of an Unholy Alliance Between the FBI and the Irish Mob』を原作として、ジェズ・バターワースとマーク・マルークの2人が脚本を執筆したとの報道があった。2014年1月、レヴィンソンが降板し、スコット・クーパーがメガホンをとることになったと報じられた。同年2月27日、ワーナー・ブラザースが2015年10月公開を期して本作の全世界配給権を購入した。

### キャスティング
2013年2月の段階でジョニー・デップが本作の主演を務めることは決まっていた。その段階では、レヴィンソンが5月から始まる主要撮影でメガホンをとる予定だった。しかし、5月に開催された第66回カンヌ国際映画祭での売り込みの際に、デップは製作会社のクロス・クリーク・ピクチャーズと出演料の額で折り合いをつけられず一時降板した。2014年2月、デップが本作に復帰したときにはレヴィンソンが降板しており、クーパーが監督を務めることになっていた。主要撮影の開始も2014年2月からに変更されていた。4月にはジェシー・プレモンスとジュノー・テンプルの出演が決まった。プレモンスはケヴィン・ウィークスを演じるにあたって、その訛りと所作を習得した。
2014年5月22日、ウィリアム・バルジャーを演じる予定だったガイ・ピアースが降板し、その代役としてベネディクト・カンバーバッチが選ばれた。同年6月1日、デヴィッド・ハーバーが本作に出演することが報じられた。同月10日、ジェレミー・ストロングの出演が決まった。14日、ジェームズ・ルッソがスコット・ガリオラ役に決まった。26日、ケヴィン・ベーコンがチャールズ・マグワイアを演じると報じられた。
ジョン・コノリーとマリアンヌ・コノリーにはそれぞれジョエル・エドガートンとジュリアン・ニコルソンがキャスティングされた。クーパーはニコルソンを選んだ理由について「クレア・ヴァン・ダー・ブームの後任としてサム・シェパード原作の舞台『Heartless』に出演しているジュリアンの演技の見事さに感動した」からだと述べている。ジョン・コノリーを演じるにあたって、エドガートンは本人の映像を見ながら演技を構築していった。ただし、ジョン・コノリー本人には会わなかったという。その理由についてエドガートンは「コノリー氏の事件に対する見方は、この映画の事件に対する見方と異なっている」ためだと述べている。
デップもジェームズ・バルジャーの映像を見て演技を構築していった。デップは犯罪者としてのバルジャーとプライベートのバルジャーの双方を徹底的に再現しようとした。そのために、デップはバルジャー本人に会おうとしたが、バルジャーに断られた。そこで、バルジャーの法的代理人を務めるジェイ・カーニーの協力を仰いだ。カーニーは撮影現場に数回足を運び、デップの演技についての感想を述べた。

### 撮影
本作の主要撮影は2014年5月19日から同年8月1日までボストンを中心に行われた。

## 公開
2014年6月30日、配給元のワーナー・ブラザースは本作の全世界公開日を2015年9月18日に設定した。また、本作は第72回ヴェネツィア国際映画祭、第41回テルライド映画祭、第40回トロント国際映画祭のスペシャル・プレゼンテーションで上映された。

## マーケティング
2015年4月23日、本作のファースト・トレイラーが公開され、5月22日にはセカンド・トレイラーが公開された。7月30日にはサード・トレイラーが公開された。

## 受賞
| 年   | 映画賞                                                  | 賞         | 対象                                  | 結果       |
| ---- | ------------------------------------------------------- | ---------- | ------------------------------------- | ---------- |
| 2016 | 第22回全米映画俳優組合賞                                | 主演男優賞 | ジョニー・デップ                      | ノミネート |
| 2016 | 第20回サテライト賞                                      | 作品賞     |                                       | 未決定     |
| 2016 | 第20回サテライト賞                                      | 主演男優賞 | ジョニー・デップ                      | 未決定     |
| 2016 | 第20回サテライト賞                                      | 脚色賞     | ジェズ・バターワース マーク・マルーク | 未決定     |
| 2016 | 第15回大人のための映画賞 （Movies for Grownups Awards） | 主演男優賞 | ジョニー・デップ                      | 未決定     |